# Malaysia International 2001
Die Malaysia International 2001 im Badminton fanden im November 2001 statt.

## Die Sieger und Platzierten
| Disziplin    | Gold                   | Silber                                       | Bronze                                            |
| ------------ | ---------------------- | -------------------------------------------- | ------------------------------------------------- |
| Herreneinzel | Muhammad Hafiz Hashim  | Alvin Chew Ming Yao                          | Allan Tai                                         |
| Herreneinzel | Muhammad Hafiz Hashim  | Alvin Chew Ming Yao                          | Lee Chong Wei                                     |
| Dameneinzel  | Liu Fan Frances        | Woon Sze Mei                                 | Soratja Chansrisukot                              |
| Dameneinzel  | Liu Fan Frances        | Woon Sze Mei                                 | Salakjit Ponsana                                  |
| Herrendoppel | Jeremy Gan Ng Kean Kok | Chan Chong Ming Hong Chieng Hun              | Chang Kim Wai Chew Choon Eng                      |
| Herrendoppel | Jeremy Gan Ng Kean Kok | Chan Chong Ming Hong Chieng Hun              | Hendri Kurniawan Saputra Wandry Kurniawan Saputra |
| Damendoppel  | Li Yujia Cheng Jiao    | Chin Eei Hui Wong Pei Tty                    | Lim Pek Siah Ng Mee Fen                           |
| Damendoppel  | Li Yujia Cheng Jiao    | Chin Eei Hui Wong Pei Tty                    | Norhasikin Amin Fong Chew Yen                     |
| Mixed        | Chen Jibin Cheng Jiao  | Sudket Prapakamol Kunchala Voravichitchaikul | Patapol Ngernsrisuk Sathinee Chankrachangwong     |
| Mixed        | Chen Jibin Cheng Jiao  | Sudket Prapakamol Kunchala Voravichitchaikul | Chew Choon Eng Lim Pek Siah                       |